# Mytilopsis sallei
Espèce
Mytilopsis sallei est une espèce de mollusques bivalves de la famille des Dreissenidae, du genre Mytilopsis.